# Les Animaux modèles
Les Animaux modèles est un ballet de Francis Poulenc. Composé en 1940 et 1941 pour une commande de Jacques Rouché directeur de l'Opéra de Paris, le ballet est créé avec succès le 8 août 1942 à l'Opéra Garnier sur une chorégraphie de Serge Lifar, qui dansa lors de cette première, avec des décors de Maurice Brianchon, et sous la direction de Roger Désormière. S'inspirant tout à la fois des fables de La Fontaine pour les personnages et des frères Le Nain pour leur figuration humaine, le ballet est intitulé ainsi par Paul Éluard. Dès 1943, le ballet est régulièrement repris sous la forme d'une suite orchestrale, qui représente aujourd'hui la majorité des interprétations et des enregistrements de l'œuvre.

## Structure

### Ballet
1. Petit jour : très calme
2. L'Ours et les deux compagnons : très animé
3. La Cigale et la fourmi : très allant
4. Le Lion amoureux : passionnément animé. On y entend le thème, légèrement modifié, de la chanson "Vous n'aurez pas l'Alsace et la Lorraine".
5. L'Homme entre deux âges et ses deux maîtresses : prestissimo
6. La mort et le bûcheron : très lent
7. Le combat des deux coqs : très modéré
8. Le repas de midi

### Suite d'orchestre
1. Petit jour : très calme
2. Le Lion amoureux : passionnément animé. On y entend le thème de "Vous n'aurez pas l'Alsace et la Lorraine"
3. L'Homme entre deux âges et ses deux maîtresses : prestissimo
4. La mort et le bûcheron : très lent
5. Le combat des deux coqs : très modéré
6. Le repas de midi

## Argument
En accompagnement de sa lettre au directeur de l'Opéra de Paris, Jacques Rouché, Francis Poulenc joint deux pages dactylographiées détaillant l'argument du ballet :
L’action se déroule, en juillet, du petit jour à midi.
Au lever du rideau la scène est vide ; quelques instants après des paysans sortent, ltentement, de la maison d’Arnolphe, ramassent leurs outils et partent pour les champs. Une petite cloche sonne. Une vieille femme traverse la scène, un livre de messe sous le bras. Cinq enfants surgissent et maraudent. Arnolphe leur montre, vertement, le chemin des champs. Entrent deux chasseurs, discutant fièvreusement avec un marchand. Convaincu, le marchand leur remet une bourse et sort. Un ours entre, par la droite, avant que les chasseurs aient pu crier "ouf !" Terrifié, l’un d’eux grimpe à un arbre, l’autre fait le mort, au milieu de la scène. Pris à ce piège grossier, l’ours, après avoir dansé quelque peu sur ses pattes de derrière, passe dignement son chemin. Les chasseurs n’attendent pas leur reste. La scène est vide. L’homme entre deux âges sort de chez lui, longe lentement la rampe et part par la gauche. La cigale apparaît. Elle danse, d’abord mélancoliquement, puis désespérément. Elle se décide à frapper à la porte de la fourmi pour lui demander l’aumône. La fourmi, après s’être fait longtemps prier, tend enfin un violon et un archet à la cigale et lui claque la porte au nez.
Désespérée, la cigale sort très lentement. À cet instant précis, les fenêtres d’Elmire s’ouvrent. Elmire apparaît, ravissante. Elle se coiffe, rit au soleil, et semble guetter quelqu’un. Le Lion, un superbe garçon surgit ; scène d’amour, Elmire restant à sa fenêtre.
Le Lion somme Elmire de descendre. Elmire refuse, d’abord, puis n’y tenant plus sort de sa maison et se jette dans les bras du Lion. Le Lion et Elmire dansent une "valse-java". Pendant leur pas de deux, Arnolphe rentre par le fond. Il se cache derrière un arbre et observe le couple. Indigné, il interrompt leur danse. Stupeur d’Elmire et du Lion. Supplication d’Elmire. Voisins et gens de maison, ameutés par le bruit, font irruption. Le Lion, pour prouver la pureté de ses intentions, jette à terre ses deux pistolets et son poignard. Les valets se précipitent sur lui ; le Lion les écarte du poing et se sauve d’un bond. Stupeur générale. Elmire ramasse le chapeau du Lion tombé dans la lutte. Elle le serre sur son cœur et en tombe évanouie. On s’empresse autour d’elle, on la ranime et on la rentre chez elle. Sortie générale.
L’homme entre deux âges et une vieille coquette entrent par la gauche. Une jeune coquette surgit par la droite. Pas de trois. Les coquettes cajolent l’homme entre deux âges, en lui arrachant des touffes de cheveux, la vieille des noirs, la jeune, des blancs. Furieux, l’homme les congédie et rentre chez lui en maugréant. Sur le pas de sa porte, il découvre son crâne, pelé par places.
La scène reste vide. La lumière devient très intense (elle sera torride pour l’entrée des coqs).

Entre un bûcheron portant un fagot. Harassé, il le pose à terre et s’assied dessus. Il appelle la mort. Entre une femme très élégante :  la mort. Elle porte un masque ; rien dans sa toilette et dans ses attitudes ne trahit sa mystérieuse identité ; elle n’est que charme serein et séduction. Elle danse lentement ; le bûcheron tombe à ses pieds en la suppliant de l’aider. La mort enlève son masque quelques instants. Épouvanté, le bûcheron recule et recharge son fagot. La mort lui fait un dernier signe. Le bûcheron détourne la tête. Tous deux sortent, chacun de son côté. La scène reste vide. Long silence, puis un coq noir sort enfin du poulailler ; il secoue ses plumes et se couche sur le devant de la scène ; un coq blanc fait de même. Tous deux s’endorment. Une poule pimpante et joyeuse sort du poulailler. Elle danse, d’abord seule, puis avec les coqs. Elle embrasse le coq noir, le coq bien-aimé. Colère du coq blanc. Les coqs se battent. Seize poules ameutées par le tapage accourent. Le coq bien-aimé, blessé, tombe à terre. La poule se sauve, les autres poules se tassent dans un coin de la scène. Le coq victorieux, gonflé d’orgueil, saute sur le toit du poulailler. Il chante et trépigne de joie. Un vautour descend lentement du ciel et l’emporte. Les poules, terrifiées, se cachent la figure dans leurs bras. La poule rentre en scène. Elle s’approche du coq blessé. Deux ou trois poules font de même. Peu à peu, toutes les poules entourent le coq blessé. Elles dansent d’une façon provocante qui frise l’indécence. Apothéose du coq. Les poules et le coq rentrent au poulailler. Tandis que la dernière poule disparaît, les paysans, par groupes, rentrent lentement, las de chaleur et de travail. Ils déposent leurs outils ; quelques uns pénètrent dans la maison et en ressortent une longue table qu’ils garnissent de mets et de vaisselle. Ils se groupent autour de la table, face au public, s’immobilisent, font le Benedicite et, tandis qu’Elmire boude à sa fenêtre, s’assoient et commencent à manger gravement. Le rideau tombe lentement.
Cet argument est repris dans la première édition du ballet, par Max Eschig, en 1942.

## Source
- François-René Tranchefort, « Francis Poulenc », dans François-René Tranchefort (dir.), Guide de la musique symphonique, Paris, Fayard, coll. « Les Indispensables de la musique », 1996 (1re éd. 1986), 896 p. (ISBN 2-21301638-0), p. 584.